# Callicarpa dentosa
Callicarpa dentosa là một loài thực vật có hoa trong họ Hoa môi. Loài này được (H.T.Chang) W.Z.Fang mô tả khoa học đầu tiên năm 1982.